# Cyrille Salim Bustros
Cyrille Salim Bustros  SMSP (* 26. Januar 1939 in Ain-Bourday, Libanon) ist ein libanesischer Ordensgeistlicher und emeritierter melkitischer Erzbischof von Beirut und Jbeil.

## Leben

### Ausbildung
Cyrille Salim Bustros erlangte sein Abitur am Seminar von St. Paul in Harissa. Es folgte von 1956 bis 1957 das Studium der Philosophie am St. Paul Institut für Theologie und Philosophie, dieses Institut wird von der Missionsgesellschaft des heiligen Paulus geleitet. Es folgte eine Zeit als Novize bei den Weißen Vätern in Gap (Frankreich). Hiernach studierte er von 1958 bis 1962 Theologie am Priesterseminar St. Anna in Jerusalem. Von 1962 bis 1970 war er als Professor für altgriechische und französische Literatur am Seminar von Harissa tätig. Er wechselte 1972 als Professor für Philosophie und Theologie in das St. Paul-Institut. 1976 promovierte er zum Doktor der Theologie an der Katholischen Universität Löwen (Belgien). Für elf Jahre war er bis 1988 Direktor am St. Paul-Instituts für Philosophie und Theologie.

### Kirchliche Laufbahn
Cyrille Salim Bustros empfing am 29. Juni 1962 die Priesterweihe, er ist Angehöriger der melkitischen Missionsgesellschaft des heiligen Paulus (Paulisten). Die  Ernennung zum Erzbischof von Baalbek im Libanon erfolgte am 25. Oktober 1988, die Bischofsweihe spendete ihm am 27. November 1988 Maximos V. Hakim, Patriarch des Melkitischen Patriarchats von Antiochien; Mitkonsekratoren waren Elias Zoghbi, Erzbischof von Baalbek, und Joseph-Marie Raya, Erzbischof von Akka in Israel. Am 22. Juni 2004 wurde er zum Erzbischof pro hac vice von Newton ernannt. Er ist der nationale Prior des Patriarchalischen Ordens vom Heiligen Kreuz zu Jerusalem in den USA. Er war Mitkonsekrator von Elias Rahal SMSP zum Erzbischof von Baalbek.
Am 25. Juni 2010 wurde er zum Erzbischof von Beirut und Jbeil gewählt und am 15. Juni 2011 von Papst Benedikt XVI. bestätigt. Die Amtseinführung fand am 22. Juli desselben Jahres statt. Mit der Ernennung seines Nachfolgers Georges Bacaouni am 9. November 2018 trat er in den altersbedingten Ruhestand.